# Vlaamse Heffing Elektriciteitsafname
De heffing op de afnamepunten van elektriciteit, gefactureerd als Bijdrage Energiefonds, was een belasting in het Vlaams gewest. Ze ging door het leven als Turteltaks, naar minister Annemie Turtelboom onder wie ze tot stand kwam. In 2017 werd de heffing door het Grondwettelijk Hof vernietigd.

## Totstandkoming
De heffing is vanaf 2015 ingevoerd onder de regering-Bourgeois. Aanvankelijk bedroeg ze 15 eurocent per afnamepunt per maand, maar het jaar daarop werd ze gevoelig verhoogd.
De term 'Turteltaks' werd bedacht door PVDA-politicus Tom De Meester.

## Draagwijdte
De heffing is verschuldigd door elke afnemer die op enig moment van het jaar aangesloten was op een gewestelijk elektriciteitsnet (afnamepunten gelegen in het Vlaams gewest op een distributienet, plaatselijk vervoersnet of gesloten distributienetwerk). Het innen van de belasting gebeurt via de elektriciteitsfactuur. De heffingsvoet varieert naargelang het verbruik in het jaar voorafgaand aan de factuur. Afnemers met een beschermd statuut, actieve budgetmeter of actieve stroombegrenzer, betalen een lager tarief.
| Categorie | Heffingsgrondslag                                   | Tarief       |
| --------- | --------------------------------------------------- | ------------ |
| A         | Beschermde afnemers, budgetmeters, stroombegrenzers | 25 euro      |
| B         | Verbruiksschijf van 0 tot 5 MWh                     | 100 euro     |
| C         | Verbruiksschijf van 5 tot 10 MWh                    | 130 euro     |
| D         | Verbruiksschijf van 10 tot 20 MWh                   | 290 euro     |
| E         | Verbruiksschijf van 20 tot 50 MWh                   | 770 euro     |
| F         | Verbruiksschijf van 50 tot 100 MWh                  | 1.300 euro   |
| G         | Verbruiksschijf van 100 tot 500 MWh                 | 1.850 euro   |
| H         | Verbruiksschijf van 500 tot 1.000 MWh               | 2.600 euro   |
| I         | Verbruiksschijf van 1.000 tot 5.000 MWh             | 6.500 euro   |
| J         | Verbruiksschijf van 5.000 tot 20.000 MWh            | 16.000 euro  |
| K         | Verbruiksschijf van 20.000 tot 50.000 MWh           | 30.000 euro  |
| L         | Verbruiksschijf van 50.000 tot 100.000 MWh          | 75.000 euro  |
| M         | Verbruiksschijf van 100.000 tot 250.000 MWh         | 100.000 euro |
| N         | Verbruik boven 250.000 MWh                          | 120.000 euro |

## Doel
De opbrengst van de heffing is bestemd voor het Energiefonds, dat mee het Vlaamse energiebeleid bekostigt. In de praktijk zal ze dienen voor de financiering van de VREG, van projecten inzake groene warmte
en van de schuldafbouw inzake groenestroomcertificaten. Dit laatste aspect is uitvoerig aan bod geweest in de pers. Bij wijze van subsidie aan hernieuwbare energie (vooral biomassa en zonnepanelen) zijn de distributienetbeheerders verplicht geweest om groenestroomcertificaten op te kopen zonder dit volledig aan de netgebruikers te kunnen doorrekenen. Met de opbrengst van de heffing wil de Vlaamse overheid hun tekort van 9,2 miljard euro compenseren zonder het nettarief in de hoogte te jagen. Sinds 1 juli 2015 was ook al het zogenaamde prosumententarief ingevoerd onder verwijzing naar de "historische schuld". Het leeuwendeel blijkt voorzien te zijn voor de op stapel staande biomassacentrales van Bee Power in Gent en German Pellets in Langerlo (4 miljard euro, vanaf resp. 2017 en 2019).
In weerwil van eerdere berichten is er geen einddatum opgenomen in het decreet.

## Beroep tot nietigverklaring
In februari 2016 vocht een particulier de heffing aan bij het Grondwettelijk Hof. Eerder had de Raad van State zich kritisch uitgelaten over het ontwerpdecreet omwille van dubbel gebruik met een federale belasting. Aangezien de heffing bepaald wordt door de hoogte van het verbruik op het afnamepunt, meent de Raad dat ze dezelfde belastbare materie treft als de federale bijdrage. Voor de gewesten geldt een verbod om belastingen te heffen op materies die reeds het voorwerp uitmaken van een belasting door de staat. De regering en het parlement beriepen zich op jurisprudentie van het Grondwettelijk Hof om te stellen dat het toch om een andere materie ging (afnamepunten), en besloten het advies van de Raad van State te negeren.
Op 22 juni 2017 vernietigde het Hof de heffing wegens schending van de bevoegdheidsregels. Het hof oordeelde dat de belastbare materie, namelijk de afgenomen hoeveelheid elektriciteit, dezelfde was als voor de federale bijdrage. Omwille van de rechtszekerheid werden de gevolgen van de vernietigde bepalingen evenwel gehandhaafd voor de heffingsjaren 2016 en 2017.

## Voetnoten
1. ↑  Artikel 14.1.1 van het Decreet van 8 mei 2009 houdende algemene bepalingen betreffende het energiebeleid
2. ↑  Artikel 100 van het Decreet van 19 december 2014 houdende bepalingen tot begeleiding van de begroting 2015
3. ↑  Artikel 129-134 van het Decreet van 18 december 2015 houdende bepalingen tot begeleiding van de begroting 2016
4. ↑  Portret: Tom De Meester (PVDA Gent), de klokkenluider van de Vlaamse politiek. Gazet van Antwerpen (18 februari 2017). Geraadpleegd op 1 november 2021.
5. ↑  Artikel 14.2.1 van het Decreet van 8 mei 2009 houdende algemene bepalingen betreffende het energiebeleid
6. ↑  Veelgestelde vragen over de bijdrage energiefonds, Vlaamse belastingdienst, 5 april 2016
7. ↑  Quotes: Annemie Turtelboom bleef de Turteltaks altijd verdedigen, De Standaard, 29 april 2016
8. ↑  Het prosumertarief is een onderdeel van de distributietarief, aangerekend aan eigenaars van zonnepanelen met een omvormersvermogen ≤ 10 kW en terugdraaiende teller.
9. ↑  Lagere Turteltaks verdeelt Vlaamse regering, Skynet, 11 februari 2016
10. ↑  Eerste procedure tegen 'Turteltaks' bij Grondwettelijk Hof van start, De Morgen, 19 februari 2016
11. ↑  Amendementen op het ontwerp van decreet houdende bepalingen tot begeleiding van de begroting 2016, Vlaams Parlement, 544 (2015-2016), nr. 5, 4 december 2015
12. ↑  Artikel 170, § 2, van de Grondwet en de wet van 23 januari 1989 betreffende de in artikel 170, § 1 en 2, van de Grondwet bedoelde belastingsbevoegdheid.
13. ↑  Raad van State laat Vlaamse regering Turteltaks terugfluiten, Turtelboom weigert, Het Nieuwsblad, 4 december 2015
14. ↑  Arrest nr. 83/2017 van 22 juni 2017 (pdf)